# 新华农场 (化州市)
广东农垦新华农场有限公司是位于中国广东省茂名市化州市平定镇的一个國營農場，隶属于广东省农垦集团公司茂名分公司（茂名农垦局），创建于1952年。
新华农场有限公司管辖7万多畝土地，是茂名农垦局重要的橡膠、油茶、南药基地，以及唯一的茶叶生产基地。公司本部内设6个部门，下设4个直属单位、5个作业区。所辖区域以新华农场之名列为化州市的一个类似乡级单位。

## 行政区划
国家统计局网站上，新华农场下辖以下地区：
新华农场虚拟生活区。